# Kallstroemia maxima
Kallstroemia maxima là một loài thực vật có hoa trong họ Zygophyllaceae. Loài này được (L.) Hook. & Arn. miêu tả khoa học đầu tiên năm 1838.